# 국도 제92호선 (이란)
국도 제92호선(페르시아어: جاده 92, Road 92)은 파르스주와 시스탄오발루체스탄주 사라반를 오가는 이란의 일반 국도로, 총 연장은 1124km이다. 그러나 이 국도는 호르모즈간주, 케르만주 등을 중간에 통과하고 있다.